# Wasyl Czumak

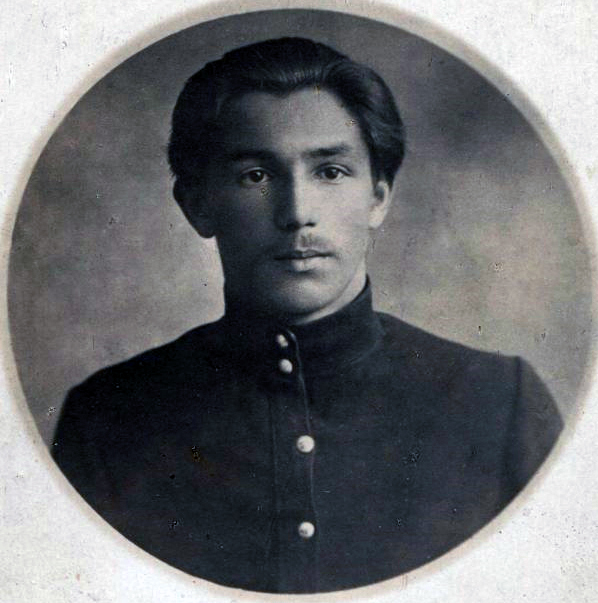

Wasyl Czumak (ur. 7 stycznia 1901 w Icznej na Czernichowszczyźnie, zm. 21 listopada 1919 w Kijowie) – rewolucyjny poeta ukraiński, jeden z najważniejszych poetów nowej fali literatury ukraińskiej. 
Ukończył w latach 1910–1914 czteroklasową szkołę podstawową w Iczni, następnie w latach 1915–1919 gimnazjum w Horodnie i przyjechał do Kijowa. Został radykalnym działaczem partii "borotbistów" i sekretarzem czasopisma "Mystectwo" oraz współpracownikiem Wszechukraińskiego Kolegium literackiego przy Narodowym Komisariacie Oświaty.
Tworzył utwory nasycone rewolucyjną retoryką i romantycznym uniesieniem. Wydał zbiory wierszy: Zaspiw (1920), Rewolucija (1920), Czerwonyj zaspiw (1922). Czumak pisał także szkice, artykuły krytycznoliterackie i opowiadania (Towariszcz, Szczo buło, Pożowkli storinki).
Został rozstrzelany w Kijowie po wkroczeniu wojsk Armii Ochotniczej Antona Denikina.